# Deccan Traps

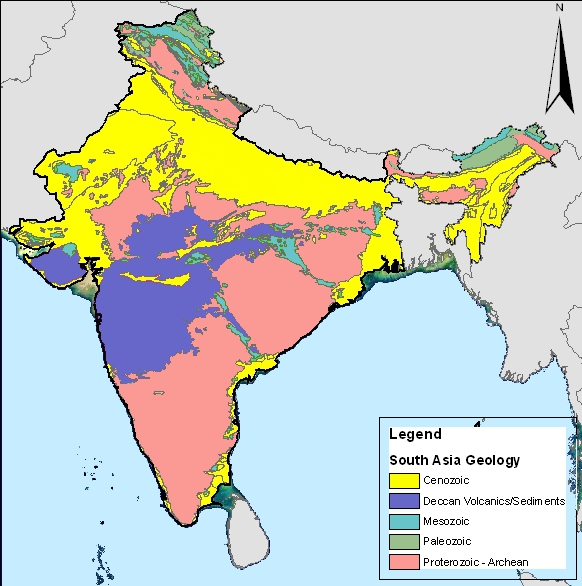
De Deccan Traps in het paars-blauw

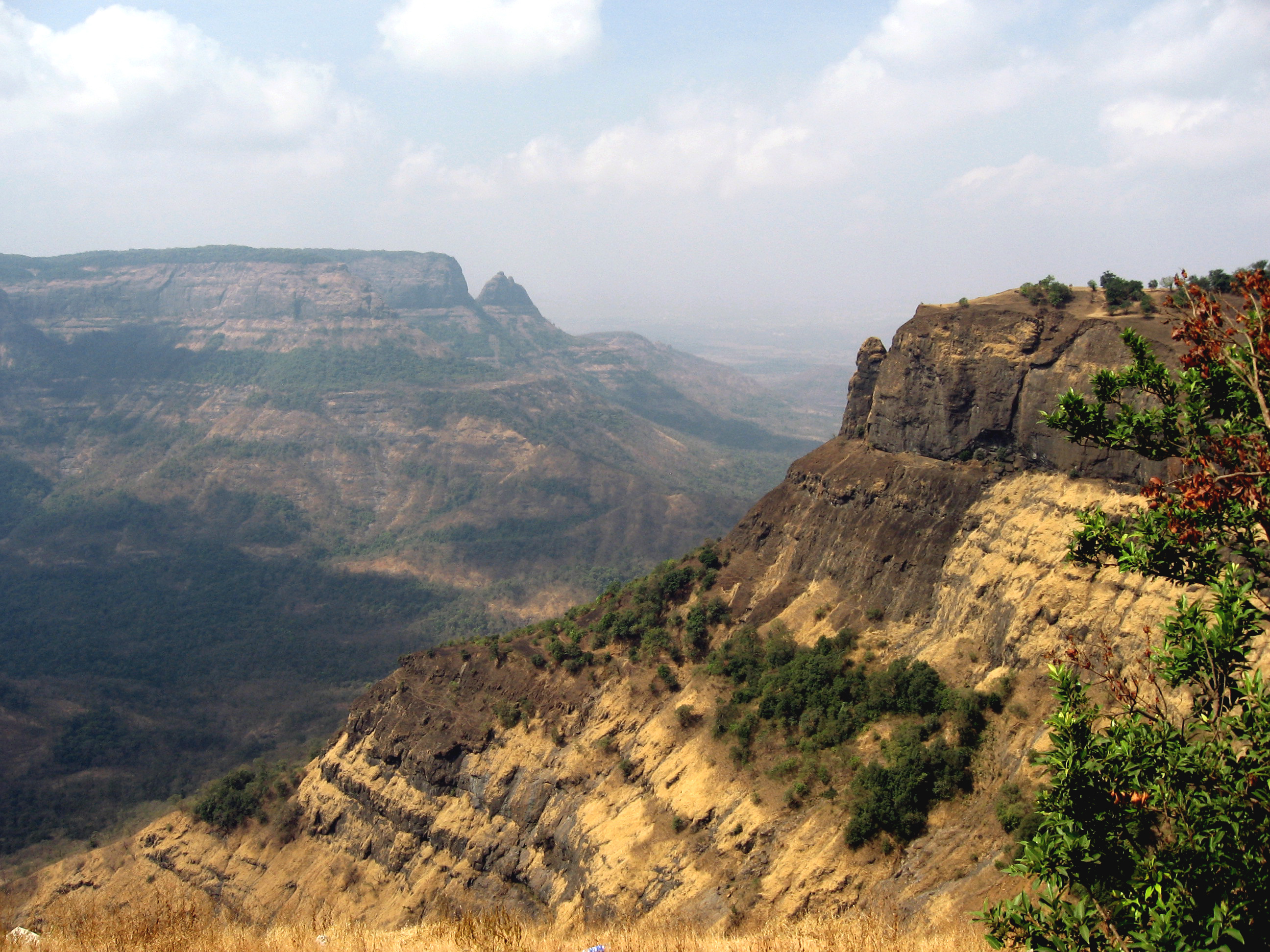
Deccan Traps

De Deccan Traps is een vulkanische vlakte die het tegenwoordige Dekan-plateau in West-India vormt. Het is qua oppervlakte een van de grootste vulkanische fenomenen op aarde. De Deccan Traps bestaan uit een meer dan 2 kilometer dikke opeenvolging van gestolde basalten, over een oppervlak van 500.000 km².

## Ouderdom en grootte
De Deccan Traps werden gevormd van 68 tot 60 Ma, dat wil zeggen in de periode van laat-Krijt tot vroeg-Paleogeen. De oorspronkelijke oppervlakte van de basaltuitvloeiingen, vóór erosie en andere post-uitvloeiingsprocessen, wordt geschat op 1,5 miljoen km², met een volume van 510.000 km³. De ontgassingen en uitbarstingen van deze enorme hoeveelheden basalt hebben volgens sommige geleerden de Krijt-Paleogeen-massa-extinctie veroorzaakt, al dan niet samen met enkele grote meteorietinslagen die onder andere een krater nabij de Deccan Traps hebben gevormd. Deze krater is waarschijnlijk ontstaan na een inslag van een meteoriet met een diameter van 40 kilometer.

## Geologische verklaring
Verondersteld wordt dat de Deccan Traps het gevolg zijn van een mantelpluim of hotspot. Deze hotspot, bekend als de Réunion hotspot zou zowel de uitbarstingen van de Deccan Traps als de opening van de rift tussen India en de Seychellen veroorzaakt hebben, hoewel het laatste ook kan zijn veroorzaakt door de eerder genoemde meteorietinslag. Bij de geologisch snelle noordwaartse beweging van de Indische plaat over de Réunion hotspot zouden de basalten uitgevloeid zijn op het Indisch Subcontinent. De huidige positie van de hotspot is onder het eiland Réunion in de Indische Oceaan.